# Borna Šercar’s Jazziana Croatica
Borna Šercar’s Jazziana Croatica, hrvatski glazbeni sastav. Izvode jazz. Predvodnica je instrumentalnog etno jazza na hrvatskoj glazbenoj sceni.

## Povijest
Osnovani su 2009. godine. Za sebe kažu da su na nj utjecali Avishai Cohen i Boško Petrović, a sviđao im se i rad  Antonija Sancheza. Izjavili su da "nastoje očuvati hrvatsku glazbenu baštinu sa raznim folk utjecajima i nametnuti neke nove “standarde” u hrvatskom jazz izričaju" i da im je među ciljevima "proizvesti zvuk autentičan podneblju u kojem živimo i stvoriti brand koji će biti prepoznatljiv hrvatski". Repertoar su im činile izvorne skladbe i obrade nekih poznatih narodnih tema koje se čuje u klasičnoj glazbi (Gotovac - Ero, Bersa - Sunčana polja, Marjane...).
Na svojim albumima je "snimio atraktivne skladbe i obrade narodnih tema isprepletenih s američkim jazz fundusom, funkom i rockom, stvarajući pritom brand koji je prepoznatljiv, hrvatski". Koncepcija je polučila uspjeh te su zato nastupali diljem svijeta, a nisu ni izostale prestižne glazbene nagrade. Koncem svibnja 2010. godine album A Little Book Of Notes im je objavio Aquarius Records, za koji je recenziju napisao legendarni Boško Petrović. Svibnja 2011. dobili su glazbenu nagradu Porin za najbolju jazz skladbu.  Proljeća 2012. dobili su nagradu Franjo Dugan za najbolji koncert održan u Salonu Očić u sezoni 2010./2011. na kojem je praizvedena skladba Miljenka Prohaske skladana baš za ovaj ansambl. Drugi album Nehaj bio je u vlastitoj nakladi i objavljen je ljeta 2013. godine. Nominiran je u tri kategorije za Porin, a nagrađen je za skladbu Melancholy. Jeseni 2014. godine Aquarius Records objavio im je treći album Jazziana Croatica Big Band. Također je nagrađen Porinom 2015. za najbolju jazz izvedbu za skladbu New Red Dwarf na kojoj gostuje velikan svjetskog jazz-a Ernie Watts. Godine 2015. Croatia Records album Wagner Goes To Hollywood. U prodaju su ga pustili 13. studenoga 2015. godine. Sastav ansambla koji ga je snimio bio je Borna Šercar na bubnjevima i perkusijama, Vojkan Jocić na tenor i sopran saksofonu, Zvjezdan Ružić na klaviru te Tihomir Hojsak na kontrabasu. Gošće na albumu su vokalistice Valentina Fijačko Kobić i Ana Lice. Predstavili su ga 5. veljače 2016. u prepunom foajeu legendarnog zagrebačkog Muzeja Mimara. Uvodni govor održao je jazz kritičar Davor Hrvoj. Obradili su skladbe autora kao što su Emil Cossetto, Benjamin Britten, Richard Wagner, Giuseppe Verdi, te hrvatskih skladatelja kao što su Josip Hatze, Blagoje Bersa i Vladimir Ruždjak. Kuriozitet albuma je prvo jazz vino u kupaži plemenitih crnih sorti  "Jazz Vibes by Borna Šercar" koju su zajedno kreirali Domagoj Klasiček iz Vinarije Iuris i Borna Šercar povodom objavljivanja ovog albuma. Prvi spot s tog albuma su snimili za skladbu Durme, durme i objavili su ga 26. studenoga 2015. godine. Na albumu Rise After Fall iz listopada 2018. su si glazbeni izričaj uzdignuli na novu razinu s vlastitim autorskim skladbama, u kojima su se "granice tradicionalne glazbe, folklora i autohtonih elemenata podneblja potpuno rasplinule u suvremenim jazz interpretacijama." Za skladbu Bura s tog albuma snimili su spot u kojem se pojavljuje Josipa Lisac, violistica Ana Marija Šir i dr. Režirala ga je likovna umjetnica Juliana Kučan, a snimljen je u zagrebačkom Cabaret & Jazz klubu Kontesa. Objavila ga je izdavačka kuća Nota bene iz Zagreba, specijalizirana za jazz, klasiku i etno. Nešto prije objave tog albuma izmijenio se sastav ansambla te ga čine: Vojkan Jocić – saksofon, Hrvoje Galler – klavir, Elvis Penava – gitara, Borna Šercar – bubnjevi. Prema kritičarima, spada u 5 najboljih jazz albuma te godine i u 20 najboljih albuma od svih albuma snimljenih 2018. godine.
Nastupali su diljem Hrvatske, u Zagrebu, Rijeci, Vukovaru, Koprivnici, Dubrovniku, Puli, Osijeku, a posebno su zapaženi bili nastupi u inozemstvu: u Beču, Budimpešti, Trstu, Münchenu, Los Angelesu, Parizu, Milanu, itd. Nastupili su na Split Open Jazz Fairu 2019. godine. Skladbe koje su izveli na tom festivalu izašle su na festivalskom koncertnom albumu Split Open Jazz Fair 2019.
S ansamblom su surađivali Josipa Lisac, Tamara Obrovac, Valentina Fijačko Kobić, Miljenko Prohaska, Dijana Grubišić Čiković, Ivana Bilić, Matija Dedić, Ante Gelo, Hrvoje Rupčić, Ana Lice, Ernie Watts i HGM Big Band.

## Diskografija
Objavili su nosače zvuka:
- A Little Book Of Notes, studijski album, Aquarius Records, 2010.
- Nehaj, studijski album, www.bornasercar.com, 2012.
- Jazziana Croatica Big Band , studijski album, Aquarius Records, 2014.
- Wagner Goes To Hollywood, studijski album, Croatia Records, 2015.
- Rise After Fall, studijski album, Nota Bene, 2018.[1]

## Članovi
Djelovali su jedno vrijeme u sastavu: Vojkan Jocić – saksofon, Zvjezdan Ružić – klavir, Tihomir Hojsak – kontrabas i 
Borna Šercar – bubnjevi.
Članovi su: Vojkan Jocić – saksofon, Hrvoje Galler – klavir, Elvis Penava – gitara, Borna Šercar – bubnjevi.

## Nagrade i priznanja
Dobili su uz ostale ove nagrade:
- Porin 2011., 2013., 2015.
- nagrada Franjo Dugan 2012.
- nagrada HDS-a

## Vanjske poveznice
- Borna Šercar  Arhivirana inačica izvorne stranice od 2. ožujka 2021. (Wayback Machine)
- Facebook
- Discogs
- Kanal Borna Šercar's Jazziana Croatica - Topic YouTube
- Borna Šercar's Jazziana Croatica: Bura (Official video) Kanal diskografske kuće Nota Bene na YouTubeu
- Borna Sercar's Jazziana Croatica NEW "Klek's Witches" Kanal Borne Šercara na YouTubeu
- Borna Sercar's Jazziana Croatica - Moreska  Kanal Aqaurius Recordsa na YouTubeu